# Sitniczka zwisła
Sitniczka zwisła (Isolepis cernua) – gatunek rośliny z rodziny ciborowatych. W Polsce opisywana zwykle pod nazwami sitowie zwisłe, przegięte lub pochylone, a także sitowie domowe ponieważ jak wiele gatunków z rodziny w przeszłości była włączana do szeroko ujmowanego rodzaju sitowie Scirpus. Gatunek ten jest szeroko rozprzestrzeniony na kuli ziemskiej, występuje bowiem na wszystkich kontynentach świata, nawet w Antarktyce (na Falklandach). W Europie występuje w obszarze śródziemnomorskim, na Wyspach Brytyjskich i w Irlandii, w Polsce nie rośnie dziko, jest jednak czasami uprawiany.

## Morfologia
W swoim naturalnym środowisku jest rośliną bagienną. Tworzy gęste, jasnozielone kępy o wysokości do 20 cm. Jej łodygi przeginają się i zwisają. Latem wytwarza masę niewielkich, zielonawych kwiatów, z których powstają potem brązowe nasiona. 

## Zastosowanie i uprawa
Jest łatwa w uprawie. W Polsce jest uprawiana jako roślina pokojowa w wiszących doniczkach. Dobrze nadaje się też do uprawy hydroponicznej, jej doniczka może też cały czas stać w zbiorniku z wodą (co ma tę zaletę, że zapewnioną wówczas ma stałą wilgotność, a jako roślina bagienna jest odporna na gnicie korzeni). Może też być uprawiana w paludarium, terrarium lub akwarium. Doskonale nadaje się do obsadzania brzegów oczek wodnych, jednakże na zimę musi być przeniesiona do ogrzewanego pomieszczenia, gdyż wytrzymuje tylko kilkustopniowe mrozy. Nie ma specjalnych wymagań co do gleby, dobrze rośnie na zwykłej ziemi ogrodowej. Rozrasta się dość szybko i stare okazy stają się nieładne, w związku z tym należy je odnawiać. Najłatwiej rozmnażać ją wiosną przez podział, można też przez wysiew nasion.